# Liste der Biografien/Puo
Liste der Biografien |
Portal Biografien |
Personensuche
# |
A |
B |
C |
D |
E |
F |
G |
H |
I |
J |
K |
L |
M |
N |
O |
P |
Q |
R |
S |
T |
U |
V |
W |
X |
Y |
Z |
?
 
Pa |
Pc |
Pe |
Pf |
Ph |
Pi |
Pj |
Pk |
Pl |
Pm |
Pn |
Po |
Pr |
Ps |
Pt |
Pu |
Pv |
Pw |
Py
 
Pua |
Pub |
Puc |
Pud |
Pue |
Puf |
Pug |
Puh |
Pui |
Puj |
Puk |
Pul |
Pum |
Pun |
Puo |
Pup |
Pur |
Pus |
Put |
Puu |
Puv |
Puy |
Puz
Die Liste der Biografien führt alle Personen auf, die in der deutschsprachigen Wikipedia einen Artikel haben. Dieses ist eine Teilliste mit 8 Einträgen von Personen, deren Namen mit den Buchstaben „Puo“ beginnt.

## Puo

### Puoa
- Puoane, Tutu (* 1979), südafrikanische Jazzsängerin

### Puod
- Puodziunas, Scott (* 1989), australischer Tennisspieler

### Puol
- Puolakka, Erkki (1925–2008), finnischer Marathonläufer
- Puolakka, Markus (* 1985), finnischer Eisschnellläufer
- Puolamer, Balthasar (1615–1681), deutscher Ordensgeistlicher, Abt in Ochsenhausen

### Puop
- Puopolo, Gus (* 1948), australischer Hammerwerfer

### Puor
- Puorger, Balser (1864–1943), Schweizer Lehrer und Schriftsteller

### Puos
- Puosi, Giacomo (* 1946), italienischer Sprinter